# Belvisia validinervis
Belvisia validinervis là một loài thực vật có mạch trong họ Polypodiaceae. Loài này được (Kunze) Copel. miêu tả khoa học đầu tiên năm 1947.